# 廣川町 (和歌山縣)
廣川町（日语：／ Hirogawa chō */?）是位於日本和歌山縣中部沿海的行政區劃。轄區東南部位於白马山脉的山區中，廣川自其間往西北方向流過貫穿轄區，主要市區也位於廣川下游河口南岸的沖積平原。

## 人口
| 廣川町人口分布圖 |                                               |  |
| 廣川町與日本全國年齡別人口分布比較圖 （2005年資料） | 廣川町的年齡、男女別人口分布圖 （2005年資料） |  |
| ■紫色是廣川町 ■綠色是全国 | ■藍色是男性 ■紅色是女性                       |  |
| 廣川町人口變化 \| 1970年 \| 8,920人 \| \| \| 1975年 \| 8,988人 \| \| \| 1980年 \| 9,178人 \| \| \| 1985年 \| 9,003人 \| \| \| 1990年 \| 8,809人 \| \| \| 1995年 \| 8,735人 \| \| \| 2000年 \| 8,361人 \| \| \| 2005年 \| 8,071人 \| \| \| 2010年 \| 7,714人 \| \| \| 2015年 \| 7,224人 \| \| \| 2020年 \| 6,781人 \| \| |                                               |  |
| 資料來源：日本總務省統計中心提供之人口普查數據 |                                               |  |
| 1970年 | 8,920人                                       |  |
| 1975年 | 8,988人                                       |  |
| 1980年 | 9,178人                                       |  |
| 1985年 | 9,003人                                       |  |
| 1990年 | 8,809人                                       |  |
| 1995年 | 8,735人                                       |  |
| 2000年 | 8,361人                                       |  |
| 2005年 | 8,071人                                       |  |
| 2010年 | 7,714人                                       |  |
| 2015年 | 7,224人                                       |  |
| 2020年 | 6,781人                                       |  |

## 歷史
過去在令制國時代屬於紀伊國有田郡，江戶時代為紀州藩的領地，19世紀末明治維新後屬於和歌山縣；1889年日本實施町村制時，現在的廣川町轄區在當時分別屬於位於現今北部主要市區的廣村、位於現今市區南側的南廣村、位於東南部山區的津木村，這三個行政區劃在955年合併為現在的廣川町。

### 變遷表
| 1889年4月1日 | 1889年 - 1912年 | 1912年 - 1944年 | 1945年 - 1954年          | 1955年 - 1989年           | 1989年 - 現在             | 現在                      |
| ------------ | --------------- | --------------- | ------------------------ | ------------------------- | ------------------------- | ------------------------- |
| 廣村         | 廣村            | 廣村            | 1950年10月1日 改制為廣町 | 1955年4月1日 合併為廣川町 | 1955年4月1日 合併為廣川町 | 1955年4月1日 合併為廣川町 |
| 津木村       |                 |                 |                          | 1955年4月1日 合併為廣川町 | 1955年4月1日 合併為廣川町 | 1955年4月1日 合併為廣川町 |
| 南廣村       |                 |                 |                          | 1955年4月1日 合併為廣川町 | 1955年4月1日 合併為廣川町 | 1955年4月1日 合併為廣川町 |

## 交通

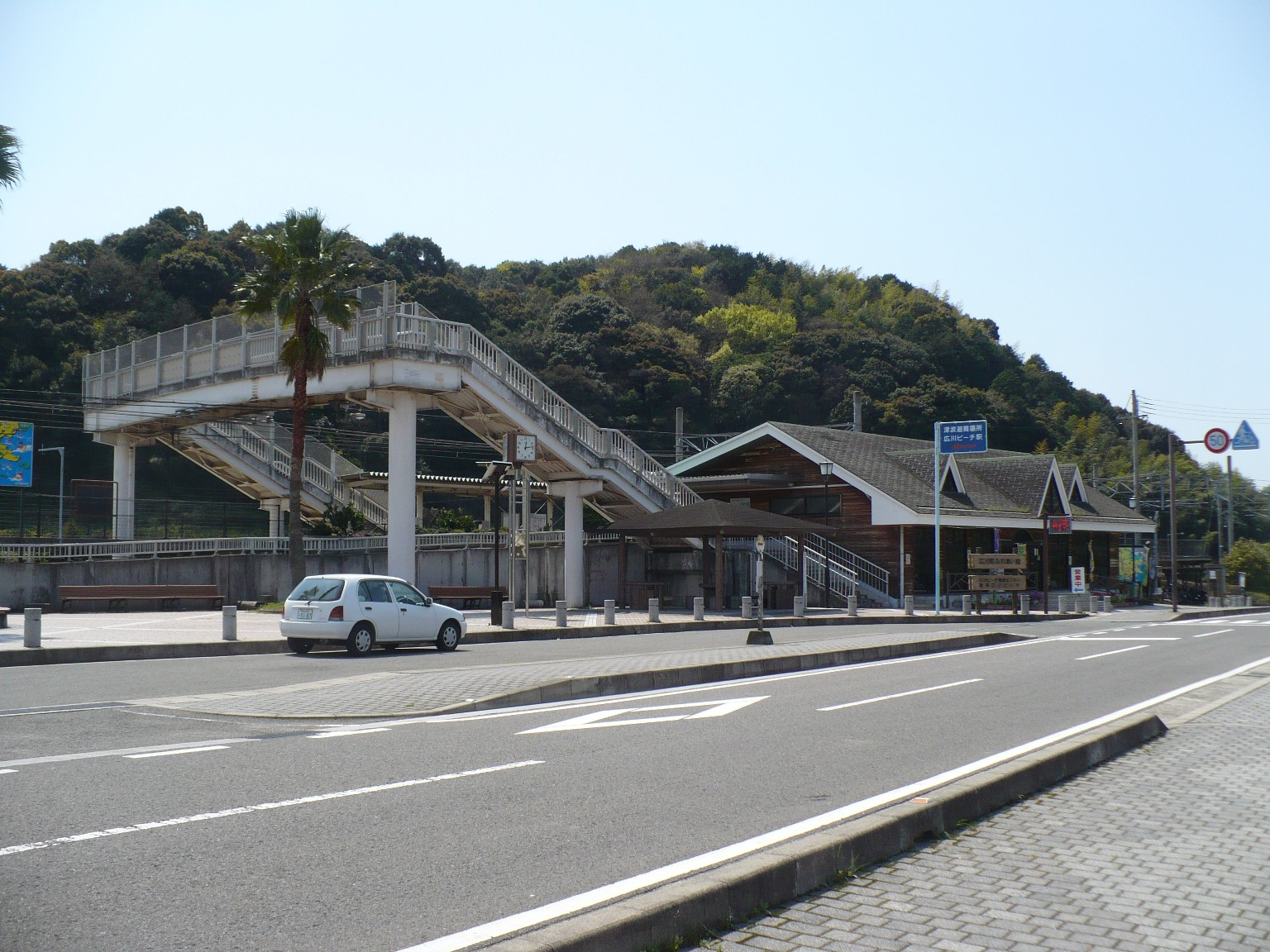
廣川海灘車站

西日本旅客鐵道紀勢本線以南北向穿過廣川町的主要市區，但由於主要市區距離位於廣川對岸湯淺町內的湯淺車站僅一公里不到的距離，因此紀勢本線在廣川町的主要市區內並未設有車站，轄內唯一的車站是位於市區西南側大字山本地區的廣川海灘車站。
轄內的客運路線則由中紀巴士所經營。

### 鐵路
- 西日本旅客鐵道
  - 紀勢本線：（←由良町） - 廣川海灘車站 - （湯淺町→）

### 公路
高速公路
- 阪和自動車道：（湯淺町） - 廣川交流道 - 廣川南交流道 - （日高川町）

## 觀光資源

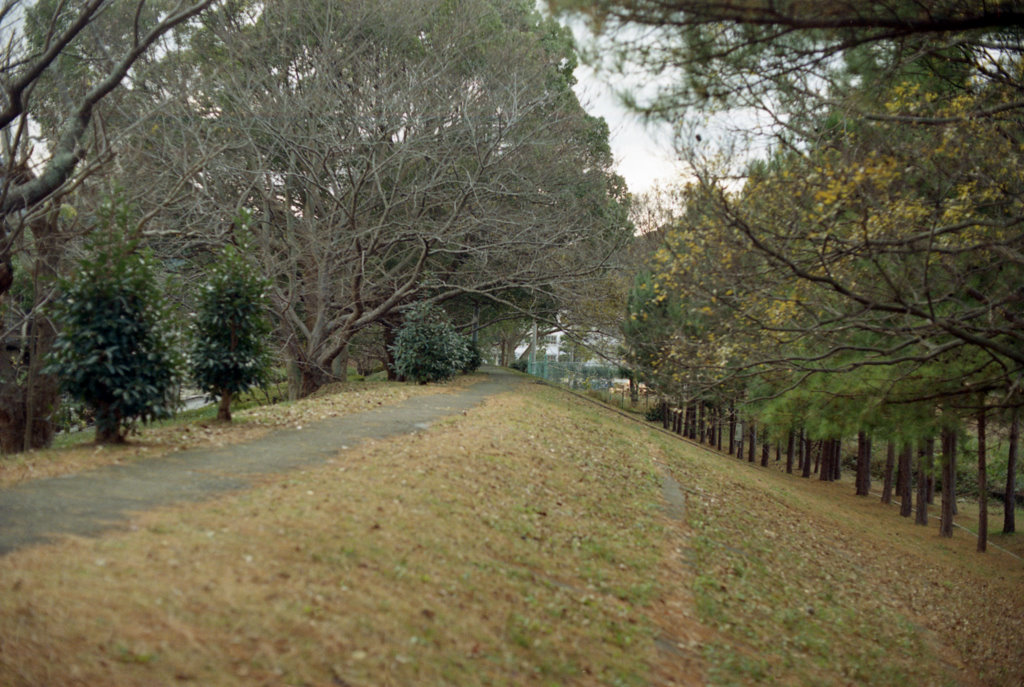
廣村堤防

在1854年12月24日（舊曆11月5日）傍晚發生安政南海地震時，入夜後在地震引發的海嘯抵達廣川之前，當地的商人濱口梧陵點燃自己田地裡的秸稈作為指引村民避難的指引，這後來先後被小泉八雲等多位作家改寫為故事，甚至一度以「稻垛之火」的故事名被列入小學的教材。2007年廣川町利用濱口梧陵舊宅成立了稻垛之火館除了紀念濱口梧陵的行為，也作為推廣防災教育的中心。2015年更在日本的主導下，由聯合國將11月5日訂為「世界海嘯日」。
而在地震過後，由濱口梧陵主導及出資下，重新修建了長約600公尺，高5公尺的廣村堤防，後來這堤防也成功的抵擋了1944年東南海地震和1946年南海道大地震所引發的海嘯。
現在廣川町每年固定會舉辦津浪祭和稻叢之火祭來紀念這段歷史，在2018年這一系列與稻垛之火相關的事務也被文化廳以「百世的安堵」～海嘯與復興的生活記憶　廣川的防災遺產～，列入日本遺產。

## 姊妹、友好城市

### 日本
- 新上五島町奈良尾（日语：奈良尾町）地區（長崎縣）
廣川町與過去的奈良尾町曾締結為姊妹城市，奈良尾町在2004年與周邊行政區劃合併為新上五島町後，仍持續與廣川町保持交流來往。

## 本地出身之名人
19世紀出身自廣川的商人濱口梧陵本身是YAMASA醬油第七代的負責人，他除了在1954年安政南海地震後協助村民的避難及災後重建外，也在1868年少見的以商人的身分成為紀州藩的勘定奉行，負責紀州藩的財政；1871年在當時擔任大藏卿的大久保利通邀請下擔任第一任的「站遞頭」負責建立日本郵政的制度。1880年也成為和歌山縣議會的第一任議長。

## 外部連結
- （日語） 廣川町公所的Facebook專頁
- （日語） ちょいなか広川的Instagram帳戶